# يوسف أباد (سلطانية)
یوسف أباد (بالفارسية: یوسف‌آباد) هي قرية تقع في إيران في قسم سلطانیة الریفي. يقدر عدد سكانها بـ 1,102 نسمة .